# Odontothera chiloensis
Odontothera chiloensis är en fjärilsart som beskrevs av Butler 1883. Odontothera chiloensis ingår i släktet Odontothera och familjen mätare. Inga underarter finns listade i Catalogue of Life.